# Francisco Sarabia (Michoacán)
Francisco Sarabia es una localidad del estado mexicano de Michoacán. Es parte del municipio de Jiquilpan.

## Toponimia
El nombre de la población rinde homenaje a Francisco Sarabia, pionero de la aviación en México.

## Demografía
| Gráfica de evolución demográfica |
|                                  |

| Censo | Población |
| ----- | --------- |
| 1900  | 550       |
| 1910  | —         |
| 1921  | 800       |
| 1930  | 622       |
| 1940  | 1085      |
| 1950  | 1075      |
| 1960  | 1595      |
| 1970  | 1739      |
| 1980  | 1867      |
| 1990  | 2239      |
| 2000  | 2041      |
| 2010  | 2056      |
| 2020  | 2112      |